# Silk
Silk (en España: Seda, en México: Retrato de amor) es una película dirigida por François Girard coproducida por Canadá, Italia y Japón y estrenada en marzo del 2008 en España e Hispanoamérica. La película se basa en la novela Seda, que escribió el italiano Alessandro Baricco en 1996 bajo el título original Seta. En el reparto destacan las presencias de Keira Knightley y de Michael Pitt.

## Argumento
En una pequeña localidad de la Francia del siglo XIX, el alcalde (Kenneth Welsh) está dispuesto a mandar a su hijo, Hervé Joncour (Michael Pitt), al ejército para que haga carrera militar. El joven Hervé tendrá que aceptar a regañadientes, puesto que su único deseo sería quedarse en el pueblo, enamorado de Hélène (Keira Knightley), la maestra de la escuela. Mientras Hervé está en el ejército, llega al pueblo Baldabiou (Alfred Molina), un fabricante de tejidos con la idea de crear varias fábricas textiles en el pueblo a partir de la seda, a cambio de que su alcalde le deje las manos libres. El negocio funciona hasta tal punto que logra revitalizar la economía del pueblo, y se convierte en la principal fuente de ingresos de gran parte de los ciudadanos. Cuando Hervé vuelve a su casa mientras estaba de permiso, observa sorprendido los cambios del pueblo. Baldabiou, conocedor de las pocas ganas que tenía Hervé de volver al ejército, principalmente por su prometida, le ofrece un trabajo en su fábrica a pesar de que su padre, el alcalde, no lo quería así. No obstante, los favores que se fue ganando el comerciante francés fueron determinantes para que no se opusiera. Poco después, Hervé se casa con Hélène.
La tranquilidad en el pueblo se ve enturbiada cuando llega la noticia de que una grave enfermedad está atacando a todos los huevos de los gusanos de seda de Europa. Este hecho obliga a Baldabiou a tomar medidas urgentes para salvar el negocio, y decide mandar a Hervé al norte de África. Tras un largo viaje, descubre que la plaga también llegó a ese continente. Una vez en su tierra natal, la única opción es ir al fin del mundo, a un lugar tan alejado donde todavía no haya llegado la plaga: Japón. Aprovechando un antiguo contacto de Baldabiou, organizan el viaje. Hervé emprende el viaje a través de Europa, Rúsia, las estepas glaciares y cruza el océano en un barco de contrabandistas, disfrazado con el atuendo típico japonés. Una vez en tierras niponas, varios guías le llevarán a una aldea en las montañas, donde conocerá a Hara Jubei (Kōji Yakusho), un valioso aliado que aceptará venderle los ansiados gusanos, no obstante lo cual durante su estancia en el pueblo se verá atraído por su concubina (Sei Ashina).
Los gusanos perfectos y sanos de Japón son recibidos con júbilo en el pueblo, y él y su esposa se hacen millonarios, lo que les permite pasar varios años en paz en su nueva casa. Años más tarde, Hervé tiene que volver a por más huevos de gusano. En cada viaje a Japón se verá más atraído por un amor imposible, y las circunstancias cambiantes del país oriental harán que la travesía sea cada vez más difícil.

## Reparto
- Michael Pitt como Hervé Joncour.
- Keira Knightley como Hélène Joncour.
- Alfred Molina como Baldabiou.
- Miki Nakatani como Madame Blanche.
- Kōji Yakusho como Hara Jubei.
- Sei Ashina como la chica.